# Numerická metoda
Numerická metoda je základní pojem numerické matematiky. Pomocí vhodné numerické metody se hledá vhodné numerické řešení (užívá se obvykle, když nalezení přesného analytického řešení je velmi komplikované nebo nemožné). Numerická metoda je přesně popsaná cesta k řešení numerické úlohy. Popis kroků označujeme jako algoritmus numerické metody. Algoritmus lze vyjádřit jako posloupnost akcí prováděných na počítači, které konečnému počtu vstupních údajů přiřadí přesně definovaný konečný počet výstupních čísel. Každá numerická metoda by měla obsahovat i odhad chyby numerické metody. Základní charakteristiky každé numerické metody jsou stabilita a konvergence.
O numerické metodě říkáme, že je konvergentní, pokud v nějakém smyslu lze touto metodou získat libovolně přesné řešení dané úlohy. Obvykle se tak děje snižováním kroku, nebo zvyšováním počtu uzlů, iterací apod. Lze-li nějak definovat krok, který lze zvolit libovolně malý (značíme písmenem {\displaystyle h}), a lze-li prohlásit, že chybu (v nějakém smyslu) lze omezit výrazem tvaru {\displaystyle C\,h^{p}}, kde {\displaystyle C} je konstanta nezávislá na {\displaystyle h}, pak číslo {\displaystyle p} nazýváme řád metody. U metod iteračních se zpravidla definuje řád konvergence poněkud jinak – vyjadřuje buď závislost chyby iterace na chybě v předchozí iteraci (tzv. Q-konvergence), nebo celkovou rychlost zmenšování chyby při neomezeně rostoucím počtu iterací (tzv. R-konvergence).